# Bœuf à Marek
 (février 2014).
Si vous disposez d'ouvrages ou d'articles de référence ou si vous connaissez des sites web de qualité traitant du thème abordé ici, merci de compléter l'article en donnant les références utiles à sa vérifiabilité et en les liant à la section « Notes et références ».
Le bœuf à Marek est un animal légendaire et maléfique de la culture acadienne.
Dans la Péninsule acadienne, on parlait de cet animal pour effrayer les enfants pour qu’ils soient tranquilles sur les bateaux. Cette légende est évoquée pour pacifier et encourager la collaboration des enfants, de façon similaire à la légende plus répandue du Bonhomme Sept Heures. La légende du bœuf à Marek était connue des pêcheurs de la Péninsule acadienne au début du XXe siècle, mais il semble qu’elle est maintenant tombée dans l’oubli.

## Étymologie
L’origine de cette légende est dérivée d’un animal réel. À Tignish, à l’Île-du-Prince-Édouard, une compagnie du nom Marek tenait un magasin général et achetait le poisson des pêcheurs. La compagnie avait aussi une ferme de taille considérable, où se trouvait un taureau de grande taille, avec de longues cornes. Cet animal aurait défoncé son parc et fuit vers le Cap Nord. Poursuivi par des hommes, il se serait ensuite sauvé à la nage, en mer. Après que le bœuf eut  fait chavirer une embarcation, les hommes auraient abandonné la poursuite et laissé le bœuf à la mer.

## La légende
La légende du bœuf à Marek veut que cet animal, qui se trouve en mer, guette les navires pour les empêcher d’accoster aux ports. L’animal est colérique lorsqu’il y a du brouillard et qu’il n’arrive pas à repérer les navires, et on peut alors entendre ses beuglements sur plusieurs kilomètres.

## Manifestation et évocation
Les pêcheurs de la Péninsule acadienne, lorsqu’ils entendaient la sirène du phare du Cap Nord, disaient avoir entendu le bœuf à Marek. Ils disaient aux enfants de se tenir tranquille, sinon le bœuf à Marek viendrait faire chavirer le bateau.